# Rhinella pygmaea
Rhinella pygmaea es una especie de anfibio de la familia de sapos Bufonidae.
Es endémica del sudeste de Brasil.
Su hábitat natural incluye bosques secos tropicales o subtropicales, zonas de arbustos, marismas de agua dulce, jardines rurales, áreas urbanas y estanques.